# أديسون فيشر
أديسون فيشر (بالإنجليزية: Addison Fischer)‏ هو عالم بيئة أمريكي، ولد في 1948.